# Araneus xiang
Espèce
Synonymes
- Araneus arcuatus Mi & Li, 2022 nec Clerck, 1757

Araneus xiang est une espèce d'araignées aranéomorphes de la famille des Araneidae.

## Distribution
Cette espèce est endémique du Yunnan en Chine,. Elle se rencontre dans le xian de Mengla.

## Description
Le mâle holotype mesure 2,45 mm et la femelle paratype 3,40 mm, les mâles mesurent de 2,35 à 2,60 mm et les femelles de 3,15 à 3,40 mm.

## Systématique et taxinomie
Cette espèce a été décrite sous le nom Araneus arcuatus par Mi et Li en 2022. Araneus arcuatus Mi & Li, 2022 étant préoccupé par Araneus arcuatus Clerck, 1757, il est remplacé par Araneus xiang par Mi et Li en 2023.

## Publications originales
- Lin, Li & Pham, 2023 : « Taxonomic notes on some spider species (Arachnida: Araneae) from China and Vietnam. » Zoological Systematics, vol. 48, no 1, p. 1-99.
- Mi & Li, 2022 : « On eleven new species of the orb-weaver spider genus Araneus Clerck, 1757 (Araneae, Araneidae) from Xishuangbanna, Yunnan, China. » ZooKeys, vol. 1137, p. 75-108 (texte intégral).